# Grammy for Bedste rap-præstation af en duo eller gruppe
Grammy for Best Rap Performance by a Duo or Group er en amerikansk pris der uddeles af Recording Academy for årets bedste rap af en duo eller en gruppe. Prisen går til rapperne. Prisen har været uddelt siden 1991.
Før 1991 blev der i stedet uddelt en Best Rap Performance; denne blev i 1991 delt op i solist og gruppe. 

## Modtagere af Grammy for Best Rap Solo Performance
- 2007: Charmillionaire & Krayzie Bone fra Bone Thugs-n-Harmony for Ridin'
- 2006: Linkin Park & Jay-Z for Numb/Encore.
- 2005: Black Eyed Peas for Let's Get It Started
- 2004: P. Diddy, Murphy Lee & Nelly for Shake Ya Tailfeather
- 2003: OutKast & Killer Mike for The Whole World
- 2002: OutKast for Ms. Jackson
- 2001: Dr. Dre & Eminem for Forgot about Dre
- 2000: The Roots & Erykah Badu for You Got Me

- 1999: Beastie Boys for Intergalactic
- 1998: Puff Daddy, Faith Evans & 112 for I'll Be Missing You
- 1997: Bone Thugs-n-Harmony for Tha Crossroads
- 1996: Mary J. Blige and Method Man for I'll Be There For You/You're All I Need
- 1995: Salt-N-Pepa for None of Your Business
- 1994: Digable Planets for Rebirth of Slick (Cool Like Dat)
- 1993: Arrested Development for Tennessee
- 1992: DJ Jazzy Jeff & the Fresh Prince for Summertime
- 1991: Big Daddy Kane, Ice T, Kool Moe Dee, Melle Mel, Quincy D. III & Quincy Jones for Back on the Block